# 市川齊入 (2代目)
二代目 市川齊入（いちかわ さいにゅう、新字体：斉入、1947年〈昭和22年〉10月1日 - ）は、歌舞伎役者。屋号は高嶋屋。定紋は右三ツ巴（右之助時代は三羽飛鶴）。歌舞伎名跡「市川齊入」の当代。本名は市川 齊（いちかわ ひとし）。2017年（平成29年）まで半世紀以上に渡り名乗った三代目市川右之助の名で広く知られる。

## 人物
1947年（昭和22年）10月1日、大阪府堺市生れ。祖父は上方歌舞伎で所作事の名手と呼ばれた二代目市川右團次、その父（曾祖父）は初代市川右團次。二代目右團次の子である当代の父はかつて二代目市川右之助を名乗っていたものの既に歌舞伎役者を廃業していたが、大阪の松竹から声がかかり子役として歌舞伎界に入ったという。1955年（昭和30年）に三代目市川壽海の部屋子となり、大阪歌舞伎座『寺子屋』の小太郎で三代目市川右之助を名乗り初舞台。以降上方歌舞伎で研鑽を積んできたが、1971年（昭和46年）に師匠の壽海が死去したのち、1973年（昭和48年）2月、十二代目市川團十郎一門の門下となった。十二代目の死後もその子十一代目市川海老蔵一門に引き続き仕え、いまや一門の最古参として支えている。
関西出身の初代市川右近が祖父の名跡である市川右團次を81年ぶりに復活させ、2017年1月に三代目として襲名すると、2017年（平成29年）7月歌舞伎座で、自身は市川齊入を襲名した。市川齊入は曾祖父である初代右團次が名跡を息子である二代目に譲ったのちに名乗った名で、初代齊入が引退して100年ぶりである。同年10月の大阪松竹座で右團次と共に襲名披露公演を行ったが、齊入、右團次という名跡が上方の劇場で並び立つのは103年ぶりのことであった。この襲名披露公演に先立ち9月には道頓堀でお練りも行われた。
上方演目から江戸狂言、新作歌舞伎まで、立役、女形と幅広い役柄をこなすエキスパート。近年では老け役も多く、襲名記者会見でも今後はお婆さんの役をやっていきたいと語っていた。
伝統歌舞伎保存会会員。
公称身長165cm・体重52kg・血液型O型。最終学歴：桃山学院大学経済学部卒業。好きな花：バラ → トルコキキョウ。好きな色：緑。趣味：囲碁・釣り・ゴルフ。。

## 主な出演
- 『助六所縁江戸桜』 - 傾城誰ヶ袖、傾城八重衣 など
- 『髪結新三』 - 家主女房おかく、
- 七月大歌舞伎『盲長屋梅加賀鳶』（平成二十九年七月、歌舞伎座） - 女按摩お兼（※襲名公演）
- 『め組の喧嘩』（平成二十九年十月、大阪松竹座） - 尾花屋女房
- ABKAI2015『日本むかし話』「桃太郎鬼ヶ島外伝」（Bunkamuraシアターコクーン、）おばば鬼 役、
  - 同「竜宮物語」 - 浦島太郎の母 役
- 平成三十年初春花形歌舞伎『日本むかし話』（新橋演舞場） - 「桃太郎鬼ヶ島外伝」おばば鬼 役、「竹取物語」竹取女房 役
- 二月大歌舞伎『暫』（平成三十年二月、歌舞伎座） - 局常盤木 役
- 六本木歌舞伎第三弾『羅生門』（2019年（平成三十一年）2月、EXシアター六本木） - 祇園屋女将[9] 役

## 受賞歴
- 1968年（昭和43年）三洋新人文化賞受賞[10]。
- 1974年（昭和49年）重要無形文化財（総合認定）に認定され、伝統歌舞伎保存会会員となる[11]。
- 1980年（昭和55年）、1989年（平成元年）、1999年（平成11年）に国立劇場奨励賞受賞。
- 1994年（平成6年）歌舞伎座賞受賞。
- 1995年（平成7年、8年） 国立劇場優秀賞受賞。
- 2022年（令和4年） 令和四年度文化庁長官表彰[2]